# レモラ (潜水艦)
|           |                                                                         |
| 艦歴      |                                                                         |
| 発注:     |                                                                         |
| 起工:     | 1945年3月5日                                                            |
| 進水:     | 1945年7月12日                                                           |
| 就役:     | 1946年1月3日                                                            |
| 退役:     | 1973年10月29日                                                          |
| その後:   | ギリシャに売却                                                          |
| 除籍:     |                                                                         |
| 性能諸元  |                                                                         |
| 排水量:   | 1,570トン（水上）、 2,414トン（水中）                                   |
| 全長:     | 311.8 ft                                                                |
| 全幅:     | 27.3 ft                                                                 |
| 吃水:     | 16.5 ft                                                                 |
| 機関:     | フェアバンクス＝モース ディーゼルエンジン エリオット・モーター発電機4基 |
| 最大速:   | 20ノット（水上） 9ノット（水中）                                        |
| 航続距離: | 11,000カイリ（10ノット時） （19 km/h 時に 20,000 km）                   |
| 試験深度: | 400ft (120m)                                                            |
| 乗員:     | 士官、兵員76名                                                          |
| 兵装:     | 5インチ砲1門、 21インチ魚雷発射管10門                                   |

レモラ (USS Remora, SS-487) は、アメリカ海軍の潜水艦。テンチ級潜水艦の一隻。艦名はフランス語でコバンザメ科の総称に因む。

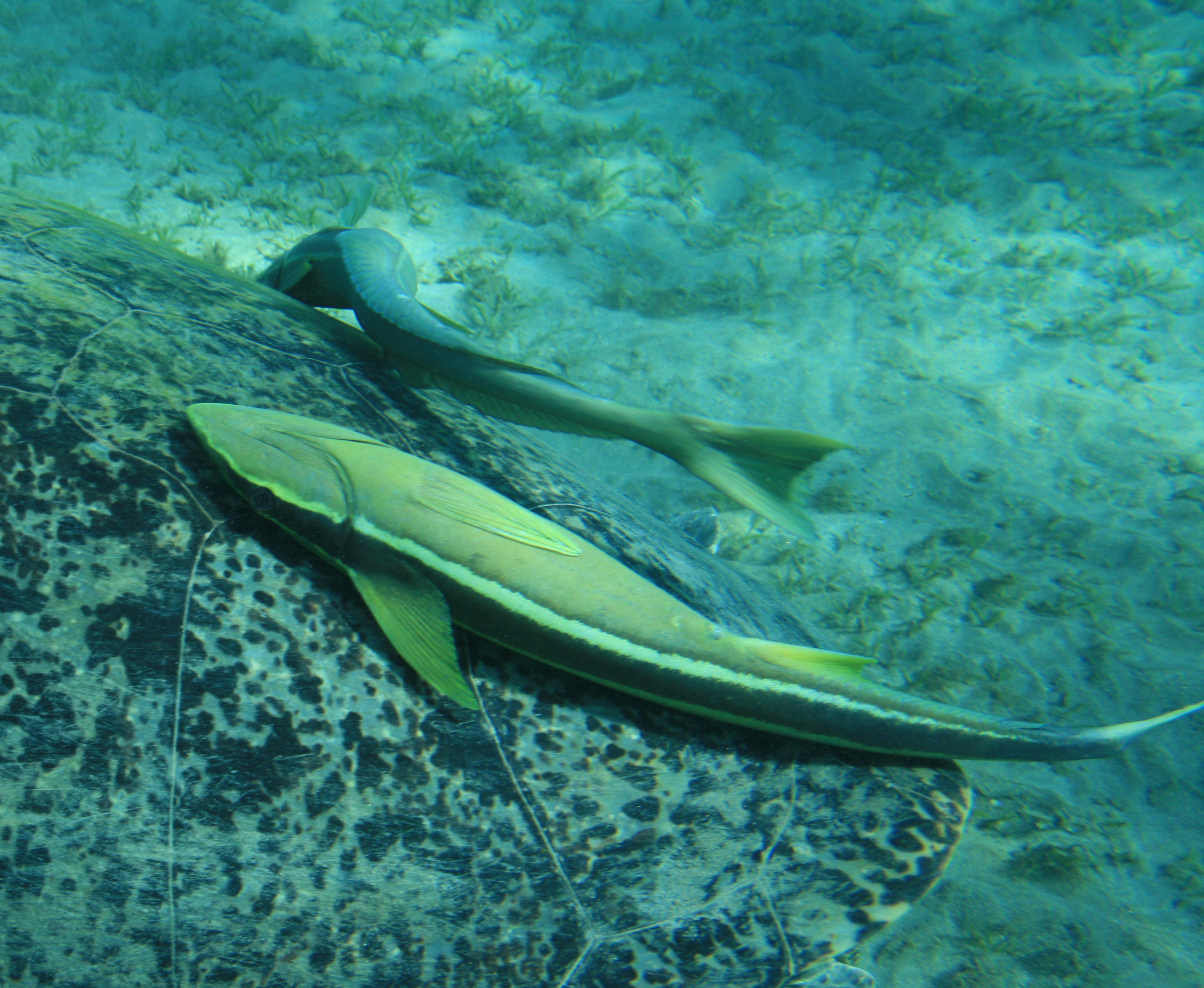
コバンザメ（Remora commun）

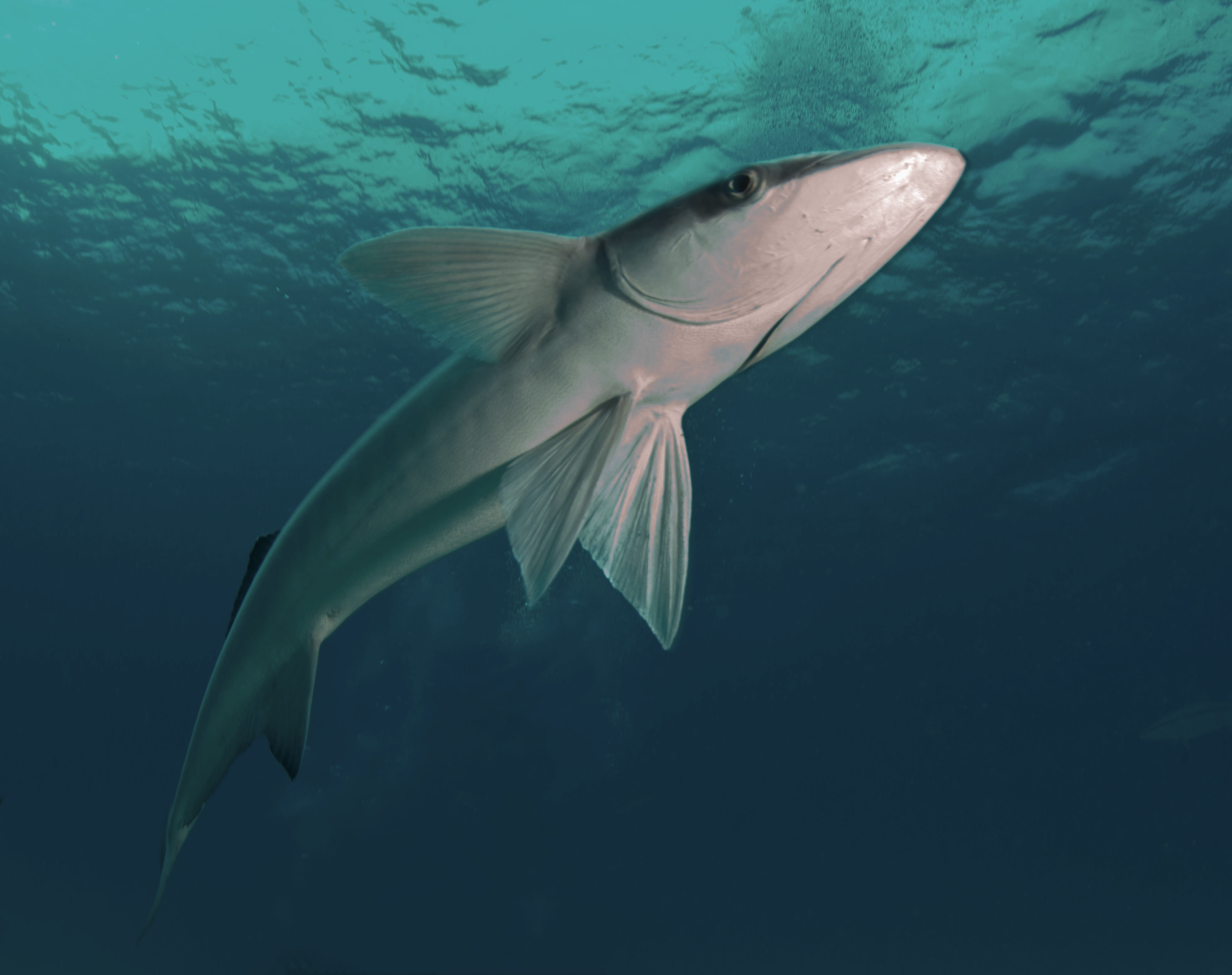
ナガコバン（Remora des requins）

## 艦歴
レモラは1945年3月5日にメイン州キタリーのポーツマス海軍造船所で起工した。1945年7月12日にT・W・サミュエルズ3世夫人によって命名され、1946年1月3日に艦長ロバート・セラーズ中佐の指揮下就役する。
1946年4月にカリブ海で整調を完了すると、レモラは1947年の1月まで訓練潜水艦としてニューロンドンを拠点として活動した。その後太平洋に転属となり、1月中旬にパナマ運河を通過、2月14日にカリフォルニア州ヴァレーホに到着、GUPPY 改修が始められた。作業完了後11月に公試を終え、翌年の2月22日に新たな母港のサンディエゴに到着した。
続く2年にわたってレモラはカリフォルニア沖の東部太平洋で活動した。1948年の夏から秋にかけてはアリューシャン列島までの北方で活動する。1950年5月1日、最初の極東配備に向けて出航する。6月8日に佐世保に到着し、11日に横須賀に向けて出航、極東方面軍の部隊と共に対潜水艦戦訓練を行った。2週間後に朝鮮戦争が勃発した。
レモラは第96任務部隊の一部として、7月後半から8月にかけて北海道と樺太間の宗谷海峡を偵察した。月末にサンディエゴへ帰還する。その後2年にわたってオーバーホール、カリフォルニア州モントレーの訓練学校任務、沿岸での訓練演習に従事した、レモラは1953年の始めに西部太平洋に戻る。3月15日に中城湾に到着し、4月に日本本土へ向かい、第96任務部隊に再合流した。6月に沖縄海域に戻り偵察と訓練を行い、その後横須賀に向かう。7月2日、帰国の途に就き8月3日にサンディエゴに到着した。
朝鮮戦争の停戦成立後もレモラはサンディエゴを拠点として活動し、その後の10年間は西部太平洋での訓練および偵察、西海岸およびハワイでの艦隊作戦活動を交互に繰り返した。1956年から58年にかけて東部太平洋に留まったが、春にはアラスカ沖での拡張訓練に参加した。
1961年11月にレモラはサンディエゴから真珠湾へ転属となる。翌年、7ヶ月をかけてGUPPY 改修が行われ、その船体は15フィート、司令塔は5フィート延長された。1963年にはハワイ水域で対潜ソナーの評価試験に参加する。1964年5月に6ヶ月間の西太平洋配備を再開し、1969年まで毎年続けられた。1969年8月、母港が真珠湾からサウスカロライナ州チャールストンに変更される。1970年2月16日から6月26日まで地中海へ展開した他は、チャールストンを拠点として大西洋岸沿いにカリブ海およびメキシコ湾までの範囲で活動した。1973年10月29日にチャールストンで退役したレモラは、同日ギリシャ海軍へ移管され、カタソニス (Katsonis, S-115) の艦名で就役した。